# 路易斯·劳里
路易斯·丹尼尔·劳里（英語：Louis Daniel Laurie，1917年11月19日—2002年12月26日），美国男子拳击运动员。他曾代表美国参加1936年夏季奥林匹克运动会拳击比赛，获得男子112磅级铜牌。他于1937年成为职业选手。